# لورنا براون
لورنا براون هي فنانة كندية، ولدت في 1958 في Oxbow, Saskatchewan ‏ في كندا.